# Nowiny Wielkie
Nowiny Wielkie (niem. Dollensradung) – wieś w Polsce położona w województwie lubuskim, w powiecie gorzowskim, w gminie Witnica.
Nowiny Wielkie położone są w południowo-wschodniej części gminy Witnica, u północnej krawędzi pradoliny Warty, 17 km na zachód od Gorzowa Wielkopolskiego, na południe od drogi Gorzów Wlkp – Kostrzyn nad Odrą, przy lokalnej drodze do Krzeszyc (droga wojewódzka nr 131). We wsi znajduje się przystanek kolejowy na linii kolejowej nr 203 Tczew – Kietz.
Jest to największa wieś w gminie, licząca sobie 1250 mieszkańców. Sołectwo obejmuje obszar o powierzchni 3127,90 ha.
Atrakcją turystyczną Nowin Wielkich jest Park Dinozaurów.
Działa tu piłkarski Klub Sportowy Nowiny Wielkie założony w 1948 roku i występujący w gorzowskiej A-klasie.

## Historia
W czasie II wojny światowej Niemcy utworzyli we wsi podobóz pracy przymusowej obozu jenieckiego Stalag III C.
W latach 1954–1958 wieś należała i była siedzibą władz gromady Nowiny Wielkie, po jej zniesieniu w gromadzie Witnica. W latach 1950–1975 miejscowość administracyjnie należała do województwa zielonogórskiego, a w latach 1975–1998 do województwa gorzowskiego.

## Zabytki
Do wojewódzkiego rejestru zabytków wpisany jest:
- kościół ewangelicki, obecnie rzym.-kat. fil. pw. Najświętszego Serca Pana Jezusa, z 1856 r.